# Тит Печерський

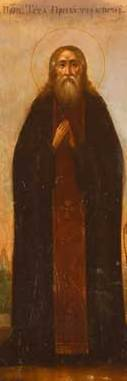
Преподобний Тит Печерський

Тит Печерський (? — 1190 р., Київ) — ієромонах, пресвітер Печерського монастиря. Преподобний.
Житіє преп. Тита, наведене в «Патерику Печерському» — повчальна притча, що закликає до незлостивості, християнської любові і прощення гріхів нашим ворогам. «Патерик Печерський» розповідає, що Тит, саном пресвітер, жив у великій дружбі з дияконом Євагрієм. Однак згодом їхні стосунки переросли у ворожнечу, таку непримиренну, що Євагрій не хотів пробачити Титові навіть тоді, коли той вмирав і зі сльозами просив прощення. За втручанням небесних сил хворий, який покаявся, нараз зцілився, а злостивець упав мертвим. Після цього Тит посилив свої подвиги і став чудотворцем.

В акафісті всім Печерським преподобним про нього сказано: 
|  | «Радуйся, Тите блаженний, бо силу бісівську ти смиренням зруйнував; радуйся, бо темряву лукавих бісів ти далеко від нас проганяєш». |

Його мощі спочивають у Ближніх печерах, де з 1638 року їх вказують карти, згадуючи і священицький сан подвижника.
Пам'ять 11 жовтня і 12 березня.

## Джерело
- Словник персоналій Національного Києво-Печерського історико-культурного заповідника[недоступне посилання з червня 2019] — ресурс використано за дозволом видавця.